# Аристов, Дмитрий Васильевич
Дми́трий Васи́льевич А́ристов (род. 12 января 1972) — российский юрист, директор Федеральной службы судебных приставов — главный судебный пристав Российской Федерации с 20 марта 2017 года. Действительный государственный советник РФ 1 класса (2013), Генерал внутренней службы (2023).

## Биография
Родился в городе Соликамске Пермской области 12 января 1972 года. В 1989 году выпустился из Киевского суворовского военного училища. Во время обучения состоял в ВЛКСМ. Затем окончил Ярославское высшее военное финансовое училище имени генерала армии А. В. Хрулёва (1993), Военный финансово-экономический университет (2005) и МГИМО МИД России (2009).
С 1989 по 2008 года служил в Вооружённых Силах СССР и РФ, уволился в запас в звании полковника. В 2008—2009 годах занимал должность начальника отдела управления в Главном управлении Генеральной прокуратуры РФ. В 2009—2010 годах был заместителем директора Департамента регистрации ведомственных нормативных правовых актов, а в 2010—2012 годах — директором Департамента нормативно-правового регулирования, анализа и контроля в сфере исполнения уголовных наказаний и судебных актов Министерства юстиции РФ.
В 2012—2017 годах служил заместителем министра юстиции РФ Александра Коновалова.
20 марта 2017 года указом № 118 Президента РФ был назначен директором Федеральной службы судебных приставов — главным судебным приставом РФ.
В июле 2023 года в кулуарах круглого стола «Актуальные проблемы исполнительного производства: современные вызовы и реалии», проводимого в Санкт-Петербурге в рамках саммита Россия-Африка, Дмитрий Аристов проинформировал журналистов о ходе тестирования систем автоматического принятия решений, предназначенных для автоматизации взыскания долгов. Этот пилотный проект по стартовал в Рязанской области.

## Государственные награды и звания
- Орден «За заслуги перед Отечеством» 4 степени
- Орден Александра Невского (Россия)
- Орден Почёта (Россия)
- Полковник запаса (2008)
- Действительный государственный советник Российской Федерации 1 класса (указ Президент РФ от 19.03.2013[5])
- Почётная грамота Президента Российской Федерации (2015)
- Генерал-полковник внутренней службы (указ Президента РФ № 2 от 01.01.2020[6])
- Генерал внутренней службы (указ Президента РФ № 868 от 22.11.2023[7])